# Clavicollis bruckii
Clavicollis bruckii is een keversoort uit de familie snoerhalskevers (Anthicidae). De wetenschappelijke naam van de soort is voor het eerst geldig gepubliceerd in 1870 door von Kiesenwetter.